# ایتور کاساس
ایتور کاساس (انگلیسی: Aitor Casas؛ زادهٔ ۲۹ ژوئن ۱۹۹۲) بازیکن فوتبال اهل اسپانیا است.
از باشگاه‌هایی که در آن بازی کرده‌است می‌توان به باشگاه خیمناستیک تاراگونا اشاره کرد.